# Martina McBride
Martina Mariea Schiff, művésznevén Martina McBride (Sharon, Kansas, USA, 1966. július 29. –) amerikai country-énekesnő és dalszövegíró.

## Albumai
- 1992: The Time Has Come
- 1993: The Way That I Am
- 1995: Wild Angels
- 1997: Evolution
- 1998: White Christmas
- 1999: Emotion
- 2001: Greatest Hits
- 2003: Martina
- 2005: Timeless
- 2007: Waking Up Laughing
- 2009: Shine
- 2011: Eleven
- 2012: The Essential Martina McBride
- 2013: The Clssic Christmas Album
- 2014: Everlasting
- 2015: Over the Rainbow (single)

## Díjai
- 1994 	Country Music Association Awards 	Music Video of the Year for "Independence Day"
- 1995 	TNN/Music City News 	Music Video of the Year for "Independence Day"
- 1999 	Country Music Association Awards 	Female Vocalist of the Year
- 2002 	CMT Music Video Music Flameworthy Awards 	Female Video of the Year
- 2001 	Academy of Country Music Awards 	Top Female Vocalist
- 2002 	Academy of Country Music Awards 	Top Female Vocalist
- 2002 	Country Music Association Awards 	Female Vocalist of the Year
- 2003 	CMT Flameworthy Music Video Awards 	Female Video of the Year
- 2003 	Academy of Country Music Awards 	Top Female Vocalist
- 2003 	Country Music Association Awards 	Female Vocalist of the Year
- 2003 	American Music Awards 	Favorite Female Country Artist
- 2004 	Country Music Association Awards 	Female Vocalist of the Year

## További információ
- Hivatalos oldal
- Martina McBride a Facebookon
- Martina McBride az Internet Movie Database-ben (angolul)
- Martina McBride a Rotten Tomatoeson (angolul)